# Юст, Леопольд
Иоганн Леопольд Юст (нем. Leopold Just; 27 мая 1841, Велень, провинция Позен, Пруссия — 30 августа 1891, Баден-Баден) — немецкий ботаник, педагог, доктор наук, профессор политехникума в Карлсруэ (ныне Технологический институт Карлсруэ).

## Биография
Родился в семьем фармацевта. С 1862 года изучал медицину в университет Бреслау. Под влиянием Генриха Роберта Гёпперта и Фердинанда Юлиуса Кона изменил область своих исследований на естественные науки. Слушал лекции по зоологии Адольфа Эдуарда Грубе и по минералогии Фердинанда Рёмера. В 1865 года продолжил учёбу в Цюрихском университете, где получил основательные знания в области химии, изучал ботанику у Освальда фон Хеера и Карла Эдуарда Крамера.
В 1870 года получил докторскую степень на философском факультете Университета Бреслау. Его диссертация была посвящена анатомо-химическим изменениям проростков ржи, выращенных на свету и в темноте.
В 1872 году создал институт по тестированию сельскохозяйственных семян.
С 1874 года работал в качестве экстраординарного профессора сельскохозяйственной химии и физиологии растений. В 1877 году был назначен профессором ботаники и директором Ботанического института. В 1886/1887 году занимал пост ректора Технологического института Карлсруэ.
Стал известен, опубликовав основанный им в 1874 году первый лучший журнал ботанических рефератов «Ботанический ежегодный отчёт» («Botanischer Jahresbericht» (Берлин)) по научной ботанике, который он редактировал до 1885 года. С 1881 по 1886 год редактировал «Ботаническую газету» совместно с Антоном де Бари.
В январе 1878 года был избран членом Леопольдины.
Труды Юста посвящены физиологии растений, сельскохозяйственной ботанике и водорослям («Phyllosiphon Arisari», «Botan. Zeitung», 1882).
Умер в результате инсульта.